# St-Pierre-aux-Liens (Varenne-l’Arconce)

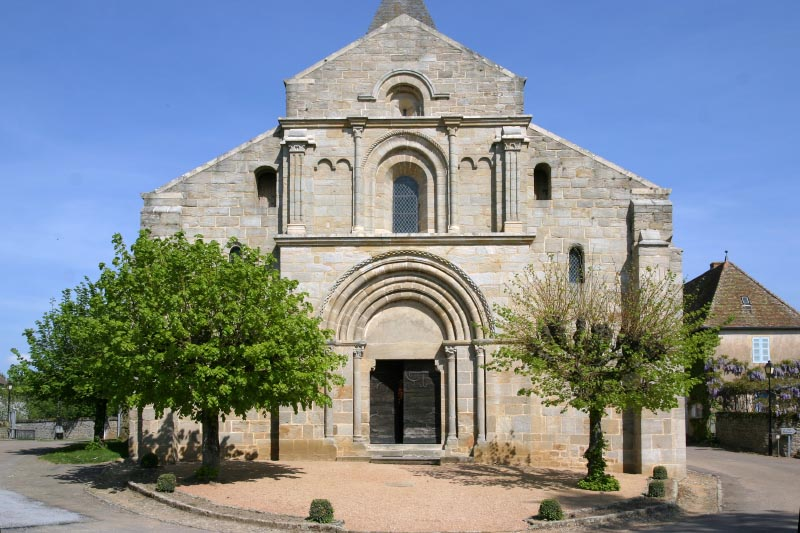
Westfassade der Kirche

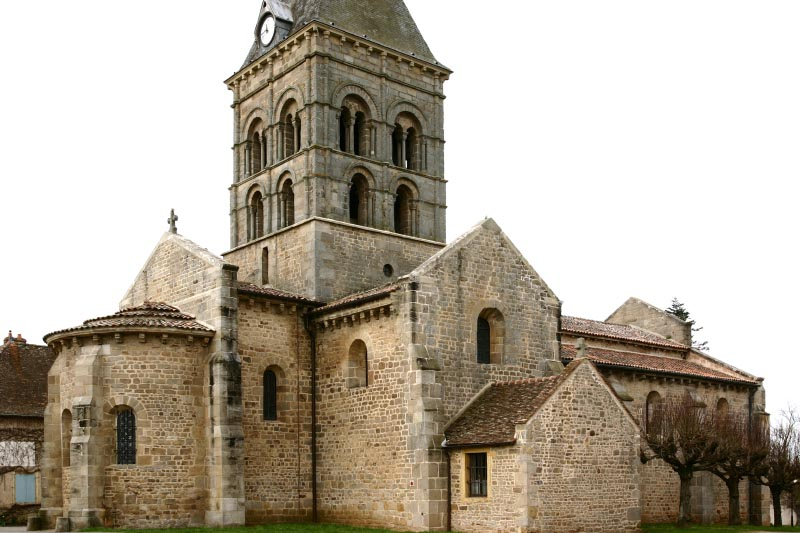
Ansicht der Kirche von Nordosten

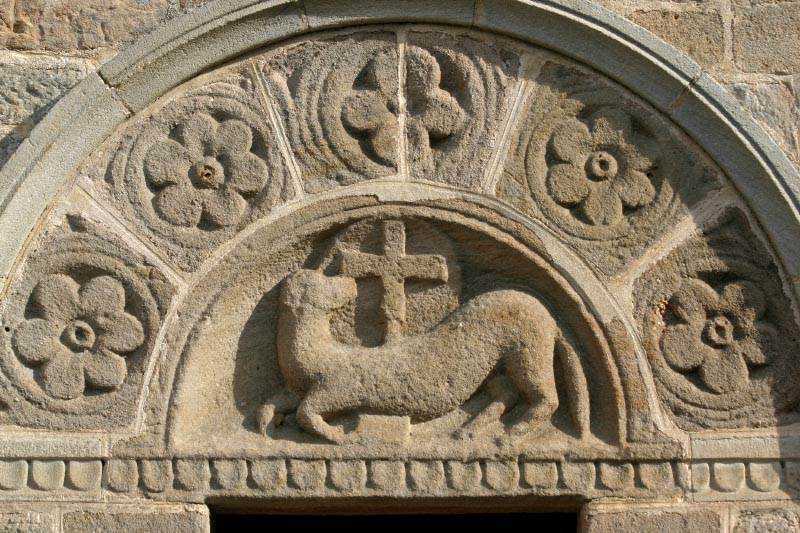
Tympanon des Südportals mit Agnus Dei

Die Kirche Saint-Pierre-aux-Liens („St. Peter in Ketten“) ist eine ehemalige romanische Prioratskirche, später dann Pfarrkirche, in der Gemeinde Varenne-l’Arconce im Département Saône-et-Loire in der historischen Region Burgund (Frankreich), die zu Anfang des 12. Jahrhunderts errichtet wurde. Der Kirchenbau wurde bereits im Jahr 1889 als Monument historique unter Denkmalschutz gestellt.

## Geschichte
Die in der alten Kulturlandschaft des Brionnais befindliche Kirche von Varenne-l'Arconce steht unter dem Patrozinium der Legende St. Peter ad Vincula des Apostels Simon Petrus. Die Kirche kam ab 1045 an das Kloster Cluny und wurde vor 1095 dem Priorat von Marcigny unterstellt. Spätestens um 1130 entwickelte sich Varenne zu einem eigenständigen Priorat von Cluny. Die übrigen Klosterbauten wurden wahrscheinlich während der Hugenottenkriege im 16. Jahrhundert zerstört.

## Architektur

### Außen
Das Westportal, eingebettet in einen leicht vorspringenden Mittelrisalit zeigt ein schmuckloses Tympanon unter mehreren profilierten Archivolten. Das zweite Geschoss über dem Portal wird durch zwei horizontale Gesimse betont und von Säulen und kannelierten Pilastern geschmückt; diese rahmen ein stark ausgeschrägtes Mittelfenster. Im Giebelfeld befindet sich ebenfalls ein Fenster.
Der zweigeschossige, sich nach oben verstärkt öffnende, Vierungsturm wird von einem Pyramidendach bedeckt. Alle vier Seiten des Turms sind von vorgelagerten Halbsäulen gerahmt.
Das Tympanon des Südportals ist mit einer recht ‚primitiven‘ Darstellung des von fünf Blütenrosetten umgebenen Osterlamms geschmückt. Der Kopf des Lammes ist nach hinten gewendet; sein Blick richtet sich auf ein Kreuz. Die ansonsten vollkommen schmucklose Pforte diente ehedem den Mönchen zum Betreten der Kirche vom Klausurbereich aus.

### Innen
Die durch Fenster in den Seitenschiffen, in den Querarmen, im Chor und in der Westfassade erhellte Kirche von Varenne besitzt ein dreischiffiges Langhaus mit drei Jochen, ein Querhaus ohne Apsiden und eine halbrunde Apsis, der ein Chorjoch vorgelagert ist. Das nicht durch eigene Fenster belichtete Mittelschiff ist mit den Seitenschiffen durch Spitzbogenarkaden verbunden, die auf Pfeilern mit vorgelagerten Halbsäulen aufsitzen. Das Mittelschiff, die Querarme und der Chor sind mit Spitztonnengewölben und die Seitenschiffe mit Kreuzgratgewölben gedeckt. Eine auf Trompen ruhende Kuppel bedeckt die Vierung. In der von einer Halbkuppel überwölbten Apsis findet sich eine fünfteilige Rundbogenarkatur über Säulen mit skulptierten Kapitellen.

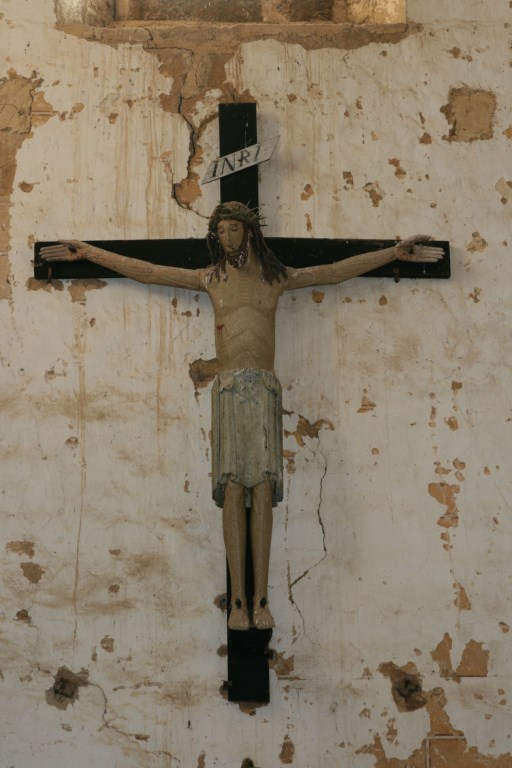
Romanischer Kruzifixus

## Ausstattung
Die Kirche besitzt mehrere geschützte Ausstattungsgegenstände:
- Ein etwa 1,75 Meter hoher dornengekrönter Kruzifixus im ‚Viernageltypus‘ stammt wahrscheinlich noch aus dem 11. oder 12. Jahrhundert. Hervorzuheben ist die Schlankheit bzw. die Längung des Körpers und der Gliedmaßen (Beine, Arme, Hände, Finger). Trotz des dargestellten Todes Christi am Kreuz strahlt die Figur – wie viele romanische Kruzifixe – eine große Majestät und Würde aus. Das Kruzifix wurde in die Inventarliste der Monuments historiques aufgenommen.[2]
- Zwei kleinere, aus dem 16. Jahrhundert stammende, Holzstatuen der hll. Rochus und Cosmas sind ebenfalls als schützenswert anerkannt.[3][4] Weitere in der Kirche aufbewahrte Figuren sind der hl. Antonius, der hl. Dionysius und der hl. Sebastian.
- Eine Kirchenglocke aus dem Jahr 1533 ist ein weiteres wertvolles Objekt.